# Ononis talaverae
Ononis talaverae är en ärtväxtart som beskrevs av Juan Antonio Devesa och Ginez Alejandro Lopez Gonzalez. Ononis talaverae ingår i släktet puktörnen, och familjen ärtväxter. Inga underarter finns listade i Catalogue of Life.